# Франсіс Н'Ганга
Франсіс Н'Ганга (фр. Francis N'Ganga, нар. 16 червня 1985, Пуатьє) — французький та конголезький футболіст, захисник бельгійського «Шарлеруа» і національної збірної Республіки Конго.

## Клубна кар'єра
У дорослому футболі дебютував 2004 року виступами за команду клубу «Гренобль», в якій провів п'ять сезонів, взявши участь у 109 матчах чемпіонату. Більшість часу, проведеного у складі «Гренобля», був основним гравцем захисту команди.
Своєю грою за цю команду привернув увагу представників тренерського штабу клубу «Тур», до складу якого приєднався 2009 року. Відіграв за команду з Тура наступні три сезони своєї ігрової кар'єри. Граючи у складі «Тура» також здебільшого виходив на поле в основному складі команди.
До складу клубу «Шарлеруа» приєднався 2012 року. Відтоді встиг відіграти за команду з Шарлеруа 42 матчі в національному чемпіонаті.

## Виступи за збірну
У 2008 році дебютував в офіційних матчах у складі національної збірної Республіки Конго. Наразі провів у формі головної команди країни 25 матчів, забивши 1 гол.
У складі збірної був учасником Кубка африканських націй 2015 року в Екваторіальній Гвінеї.